# Save Me (Future)
Save Me è un EP del rapper statunitense Future, pubblicato nel 2019.

## Tracce
1. Xanax Damage – 1:44
2. St. Lucia – 3:18
3. Please Tell Me – 3:24
4. Shotgun – 4:18
5. Government Official – 2:30
6. Extra – 2:53
7. Love Thy Enemies – 2:07